# 劉燁
劉 燁（リウ・イェ、またはリウ・イエ、リィウ・イェ）は、中国吉林省長春市出身の俳優。男性。身長は185cm。

## 略歴
両親が長春撮影所の職員だったことから幼い頃から映画に親しんで成長し、18歳のとき演劇大学の名門・中央戯劇学院に入学。同級生にはチャン・ツィイーがいた。
在学中に『山の郵便配達』で映画デビュー、卒業直後に出演した『藍宇 〜情熱の嵐〜』で台湾金馬奨最優秀主演男優賞を史上最年少（23歳）で受賞した。

## 主な出演作
（）内は原題、公開年。

### 映画
- 山の郵便配達（那人 那山 那狗 1998年）
- （世紀之夢 1998年）
- （熊 1999年）
- 女コーチ（女師男兵 1999年）…映画祭邦題
- 藍宇 〜情熱の嵐〜　ビデオ題：情熱の嵐 〜LAN YU〜（藍宇 2001年）
- 小さな中国のお針子（巴爾扎克与小裁縫 2001年）
- 天上の恋人（天上的恋人 2001年）
- （筆直向前走、改題：花儿怒放 2001年）
- パープル・バタフライ（紫胡蝶 2002年）
- ジャスミンの花開く（茉莉花開 2003年）
- 恋の風景（戀之風景 2003年）
- 私の中に誰かがいる（疑神疑鬼 2003年）
- （青春愛人事件 2003年）
- （美人草 2003年）
- PROMISE（無極 2004年）
- 姐御 〜ANEGO〜（阿嫂 2005年）
- 恋するふたり（米尼 2005年）…映画祭邦題
- 王妃の紋章（満城尽帯黄金甲 2006年）
- アフター・ザ・レイン（Dark Matter 暗物質 2006年）
- ブラッド・ブラザーズ -天堂口-（天堂口 2006年）
- アンダードッグ（硬漢 2007年）
- コネクテッド（保持通話 2008年）
- 南京!南京!（南京!南京! 2009年）
- ビューティフル・ライフ -もう二度と離さない-（不再让你孤单 2011年）※日本ではNetflixで配信。
- 赤い星の生まれ（建党伟业 2011年）…映画祭邦題
- 項羽と劉邦 鴻門の会（王的盛宴 2012年）
- ポリス・ストーリー/レジェンド（警察故事2013 2013年）
- 誘拐捜査（解救吾先生 2015年）
- エア・ストライク（大轟炸 2018年）
- マニフェスト（望道 2023年）2023東京・中国映画週間で上映

### テレビドラマ
- （十個女囚的自白 1998年）
- （幸福街 2000年）
- （拿什麼拯救你、我的愛人 2002年）
- 画魂 愛の旅路（画魂 2003年）
- （夏天的味道、改題：陽光下的陰影 2003年）
- （有情鴛鴦無情剣 2003年）
- 始皇帝暗殺 荊軻（荊軻傅奇 2003年）
- （血色浪漫 2004年）
- （天和局 2005年）
- （一針見血 2005年）
- （向天真女生投降 2005年）
- （我們的生活年代 2007年）